# Terhorst (Drenthe)
Terhorst of ook wel Ter Horst (Drents: Tröst) is een buurtschap in de gemeente Midden-Drenthe, in het Nederlandse provincie Drenthe. Het ligt ten zuiden van Beilen aan de weg tussen Spier en Makkum.
De buurtschap werd in 1844 als Ter-Horst vermeld, daarna volgde zowel de spellingen Ter Horst als Terhorst. Deze twee spellingen worden door elkaar gebruikt. Zo staat de plaats in de Topografische atlas van Drenthe als Ter Horst terwijl de eigen witte (buurtschap)borden spreken van Terhorst.
De plaats is waarschijnlijk ontstaan uit een boerderij van ene ' Jacob Ter Horst' nabij Makkum in de 17e eeuw. In de volgende eeuwen breidt het langzaam uit tot de vier boerderijen. In 1840 had het 30 inwoners verdeeld over deze vier boerderijen. In de twintigste eeuw groeit de buurtschap wat. In het begin van de 21ste eeuw is er sprake van 15 huizen in de buurtschap. Er wonen dan circa 40 inwoners.
Terhorst behoorde tot 1998 tot de gemeente Beilen. Samen met de naburige buurtschap Smalbroek heeft de buurtschap een eigen buurtvereniging, sinds 2017 Smallhorst geheten.
Hoofdplaats: Beilen

Overige kernen: Alting · Balinge · Beilervaart · Bovensmilde · Brunsting · Bruntinge · De Polle · Drijber · Elp · Eursing · Eursinge · Garminge · Hijken · Hijkersmilde · Holthe · Hoogersmilde · Hooghalen · Klatering · Laaghalen · Laaghalerveen · Lieving · Lievingerveld · Makkum · Mantinge · Nieuw-Balinge · Norgervaart (deels) · Oosthalen · Oranje · Orvelte · Smalbroek · Rheeveld · Smilde · Spier · Terhorst · Westerbork · Wijster · Witteveen · Zuidveld · Zwiggelte

Drenthe: Steden en dorpen      Nederland: Provincies · Gemeenten